# LATEX Editor
LEd (з англ. LaTeX Editor) — вільно розповсюджуваний редактор для роботи з документами TeX та LaTeX для операційних систем Windows. 
Сумісний з MiKTeX та TeX Live.

## Можливості
- Швидке введення команд LaTeX;
- Підтримка російськомовного інтерфейсу користувача;
- Перевірка орфографії на різних мовах (у тому числі російська та англійська);
- Підсвітка синтаксису;
- Підказки;
- Попередній перегляд документа у віконці редактора.